# Lasioglossum chlorophaenum
Lasioglossum chlorophaenum är en biart som beskrevs av Ebmer 2008. Lasioglossum chlorophaenum ingår i släktet smalbin, och familjen vägbin. Inga underarter finns listade i Catalogue of Life.